# Чарна Вода (притока Качави)
Чарна Вода (пол. Czarna Woda)  — річка в Нижньосілезькому воєводстві Польщі. Ліва притока Качави (басейн Одри).
Її витоки знаходяться в Вержбовом. Протікає Чорною долиною, що розташована на  Легницький рівнині, яка межує з Любинською височиною. Якість води відповідає 1 класу чистоти. Але в міру наближення до гирла річки, її чистота різко падає до третього, четвертого і п'ятого класу. Генеральна класифікація відповідає третьому класу чистоти. 
На річці дуже популярний відпочинок на каное, особливо у Легниці та Рокітках.

## Населені пункти
- Вержбова
- Рокіткі
- Гржималін
- Ржешотари
- Легниця